# Železniční vlečka ČKD Kutná Hora

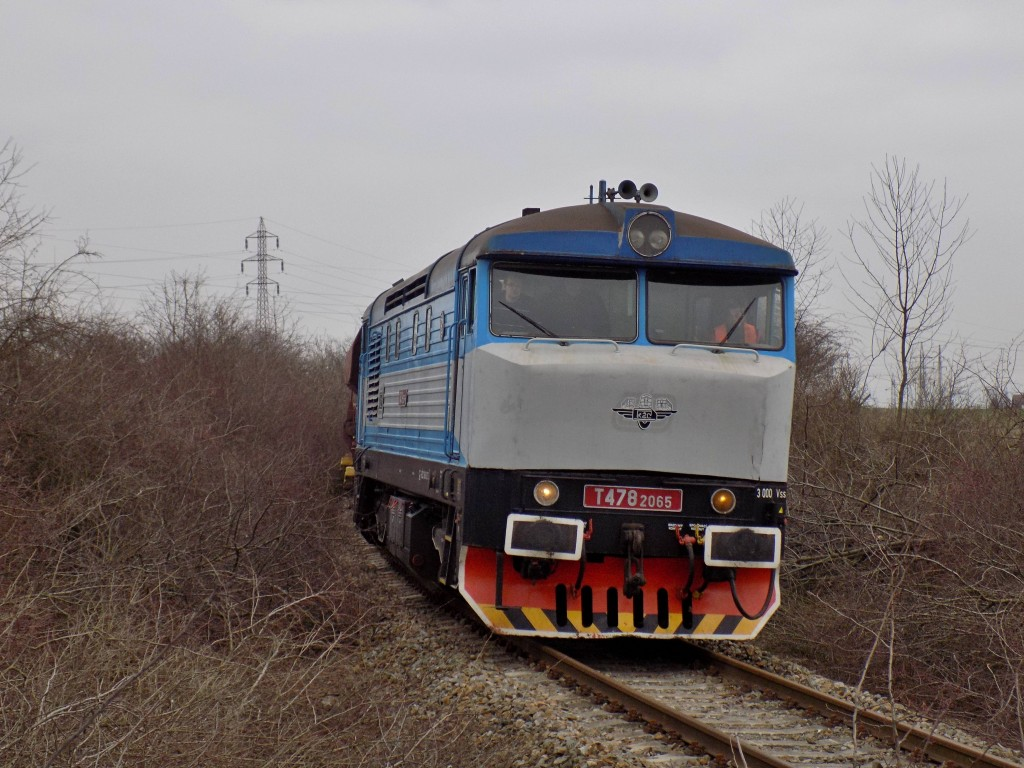
Lokomotiva řady 749

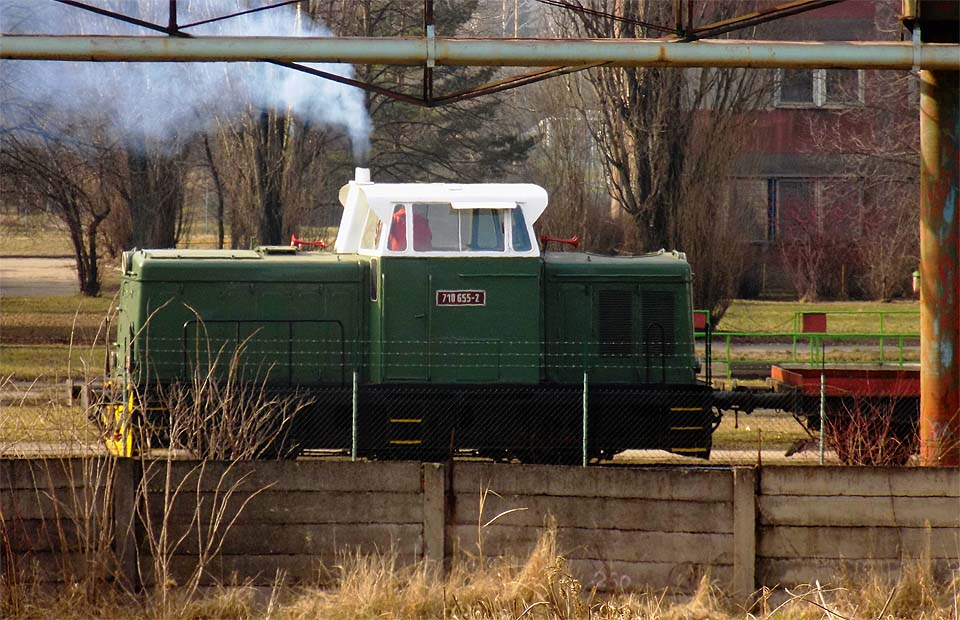
Lokomotiva řady 710

Vlečka ČKD Kutná Hora je zaústěna do stanice Kutná Hora hl.n. do koleje č. 9 výhybkou č. 11a/b. Je dlouhá 5,125 km (vrata do areálu ČKD). Provozovatelem je CityRail, a.s.

## Provoz
Provoz na vlečce zajišťují dvě lokomotivy řady 710. Na vlečku pravidelně jezdí vlaky s pískem z Jestřebí, vlaky jsou tahané lokomotivami 753.6, 753.7, případně kutnohorskou zálohou 708, 731 nebo 742. Nárazově se zde vyskytne i souprava jiného dopravce (např. lokomotiva ER20 dopravce CityRail nebo 749 KŽC.)

## Železniční přejezdy
Na vlečce jsou celkem tři přejezdy z toho jeden je vybaven výstražnou signalizací.
- neoznačený přejezd v km 0,616
- neoznačený přejezd v km 3,295
- P 10299 v km 4,711

## P 10299 v km 4,711

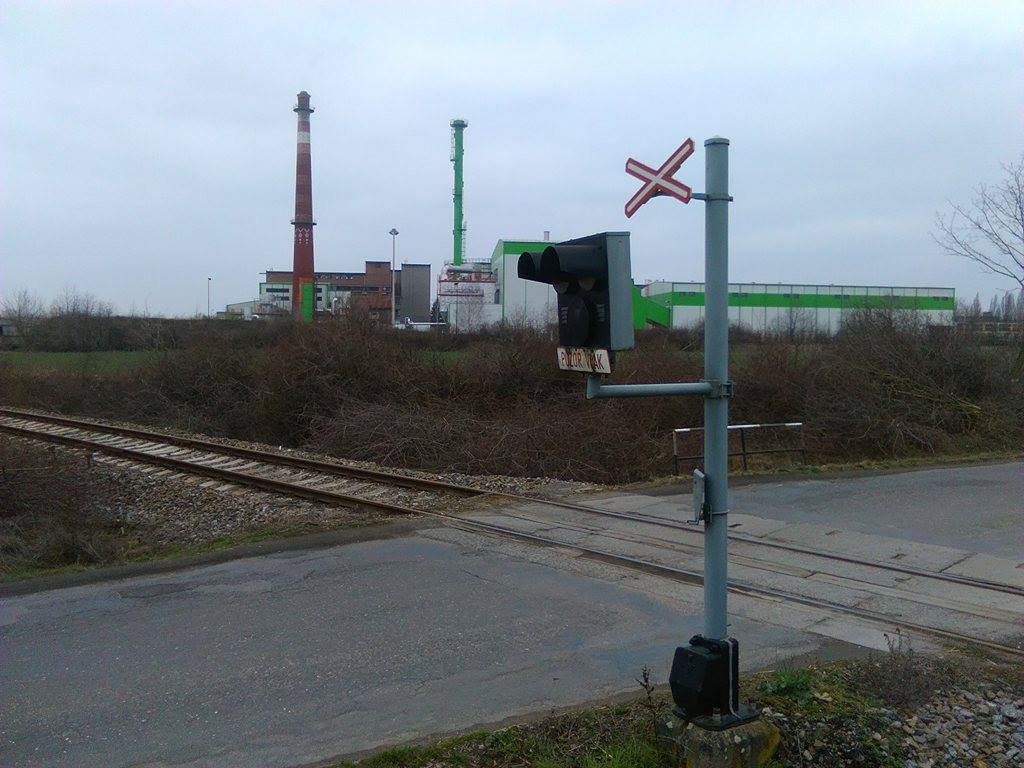
PZS v km 4,711

Je vybaven světelnou signalizací AŽD 71 s klasickým zvoncem a bez pozitivní signalizace.
Přejezd je momentálně[kdy?] mimo provoz.
Přes přejezd vede silnice III/33716.